# Noriepsoła
Noriepsoła (ros. Норепсола) – wieś (dieriewnia) w Rosji, w Republice Mari El, w rejonie morkińskim. W 2010 liczyła 99 mieszkańców.